# 541897 TRAPPIST
541897 TRAPPIST è un asteroide della fascia principale. Scoperto nel 2012, presenta un'orbita caratterizzata da un semiasse maggiore pari a 2,6016690 au e da un'eccentricità di 0,1275937, inclinata di 15,45497° rispetto all'eclittica.
L'asteroide è dedicato all'omonimo telescopio robotico cui è stato, tra l'altro, scoperto questo asteroide.